# 皇朝十二錢

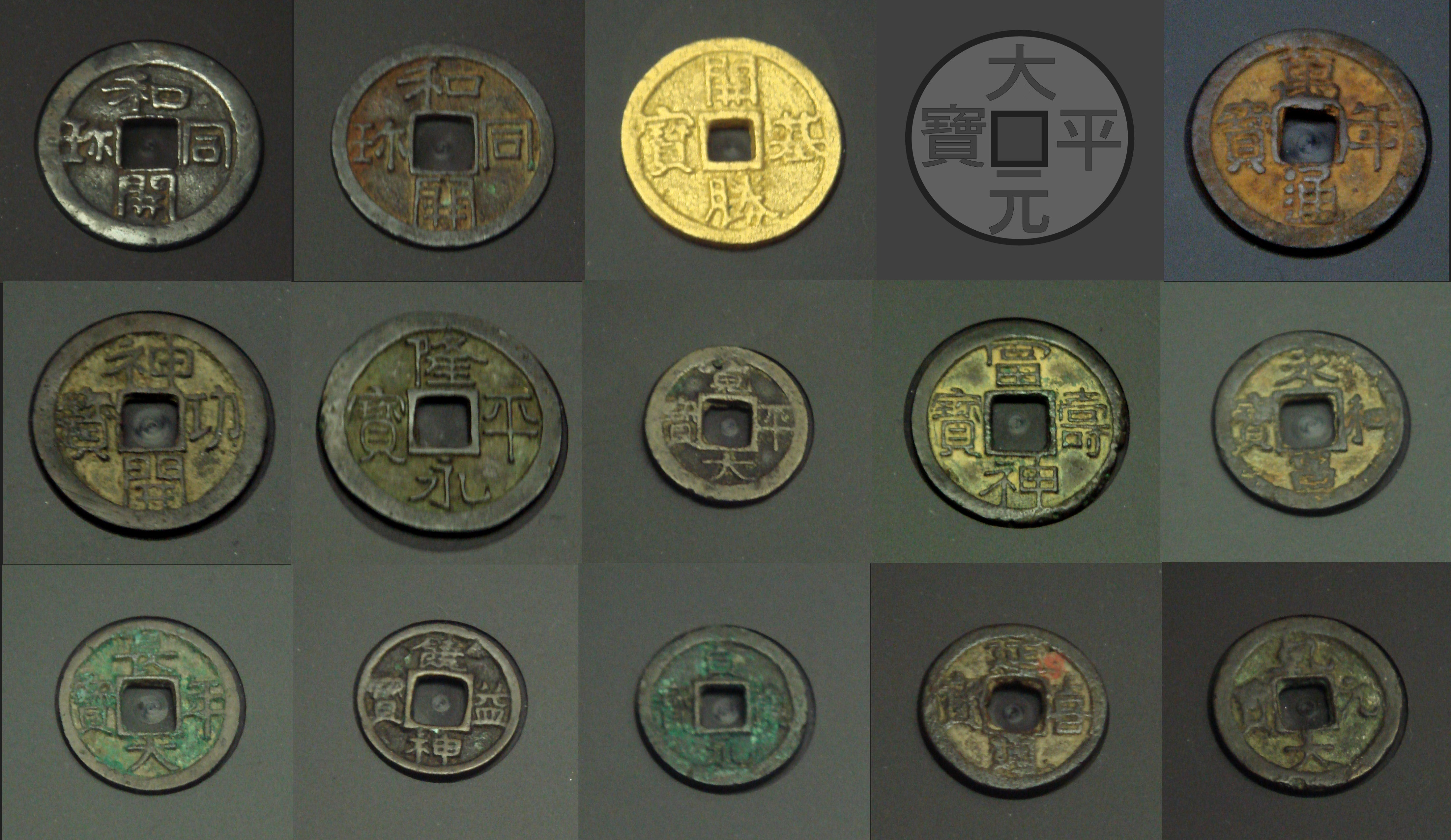
皇朝十二銭及相關錢幣（開基勝寳為模造）

皇朝十二錢（日语：／）是日本於和銅元年（708年）至應和三年（963年）間鑄造的12種銅錢的總稱。又稱本朝十二錢（ほんちょうじゅうにせん）、皇朝十二文錢（こうちょうじゅうにもんせん）。此外，避免使用「皇朝」一詞的研究者亦稱之為“古代錢貨”。

## 發行
皇朝十二錢全部為方孔圓錢形制。貨幣價值根據律令政府的規定，每一枚均相當於一文 。鑄造皇朝十二錢發行最初乃是模仿唐朝發行本國貨幣，整備貨幣制度，並用於支付遷都平城京的巨額花費，但之後也具有政治意義，例如萬年通寳為藤原仲麻吕為誇示其統治而鑄造，5年後孝谦天皇平定藤原仲麻吕之亂，發行神功開寳，宣示其正統性。萬年通寳發行之後訂下新錢1枚與舊錢10枚等值的慣例，但其實新錢大小、品質均不如舊錢。
| 图片 | 名称                | 铸造年份               |
| ---- | ------------------- | ---------------------- |
|      | 和同開珎            | 708年 （和銅元年）     |
|      | 万年通宝            | 760年 （天平宝字4年）  |
|      | 神功開宝            | 765年 （天平神護元年） |
|      | 隆平永宝            | 796年 （延曆15年）     |
|      | 富寿神宝            | 818年 （弘仁9年）      |
|      | 承和昌宝            | 835年 （承和2年）      |
|      | 長年大宝            | 848年 （嘉祥元年）     |
|      | 饒益神宝            | 859年 （貞觀元年）     |
|      | 貞觀永宝            | 870年 （貞観12年）     |
|      | 寛平大宝            | 890年 （寬平2年）      |
|      | 延喜通宝            | 907年 （延喜7年）      |
|      | 乾元大宝 （乹元大寳） | 958年 （天德2年）      |

## 停止使用
皇朝十二錢在10世紀之後不再鑄造，主要原因包括：
- 劣幣驅逐良幣。
- 煉銅技術不佳，貨幣品質逐漸降低。
- 管理者沒有現代經濟學知識，導致貨幣通貨膨脹。
- 社會發展尚未進入商品經濟階段，對貨幣需求不大。

以上因素導致皇朝十二錢使用率不高，以及民間失去對皇朝十二錢的信心。11世紀之後，日本國內貿易大多回歸到以實物作為通貨，貨幣則使用中國商人輸入的宋元、明貨幣，直到1608年江戶幕府鑄造慶長通寶日本才恢復鑄造本國貨幣。